# Ocna, Zastavna
Ocna, întâlnit și sub formele Ocna Bucovinei, Vicno sau Martinești (în perioada 1942–1944), (în ucraineană Вікно, transliterat: Vikno și în germană Okna) este un sat reședință de comună în raionul Zastavna din regiunea Cernăuți (Ucraina). Are 1,592 locuitori, preponderent ucraineni (ruteni).
Satul este situat la o altitudine de 194 metri, în apropierea râului Nistru, în partea de nord-est a raionului Zastavna.

## Istorie
Localitatea Ocna a făcut parte încă de la înființare din regiunea istorică Bucovina a Principatului Moldovei. Prima atestare documentară a localității datează din 29 august 1591, numindu-se inițial (până spre sfârșitul secolului al XVIII-lea) Martinești.
În ianuarie 1775, ca urmare a atitudinii de neutralitate pe care a avut-o în timpul conflictului militar dintre Turcia și Rusia (1768-1774), Imperiul Habsburgic (Austria de astăzi) a primit o parte din teritoriul Moldovei, teritoriu cunoscut sub denumirea de Bucovina. După anexarea Bucovinei de către Imperiul Habsburgic în anul 1775, localitatea Ocna a făcut parte din Ducatul Bucovinei, guvernat de către austrieci, făcând parte din districtul Zastavna (în germană Zastawna). Din 1859, funcționa la Ocna o școală cu 4 clase.
După Unirea Bucovinei cu România la 28 noiembrie 1918, satul Ocna a făcut parte din componența României, în Plasa Nistrului a județului Cernăuți. Pe atunci, majoritatea populației era formată din ucraineni, existând și comunități de români și de evrei. În perioada interbelică, se extrăgea din sat nisip folosit la construcții .
Ca urmare a Pactului Ribbentrop-Molotov (1939), Bucovina de Nord a fost anexată de către URSS la 28 iunie 1940, reintrând în componența României în perioada 1941-1944. Apoi, Bucovina de Nord a fost reocupată de către URSS în anul 1944 și integrată în componența RSS Ucrainene. 
Începând din anul 1991, satul Ocna face parte din raionul Zastavna al regiunii Cernăuți din cadrul Ucrainei independente. Conform recensământului din 1989, numărul locuitorilor care s-au declarat români plus moldoveni era de 3 (1+2), reprezentând 0,18% din populație . În prezent, satul are 1.592 locuitori, preponderent ucraineni.

## Demografie
Componența lingvistică a comunei Ocna
     Ucraineană (99,37%)
     Alte limbi (0,63%)
Conform recensământului din 2001, majoritatea populației comunei Ocna era vorbitoare de ucraineană (99,37%), existând în minoritate și vorbitori de alte limbi.
1930: 1.748 (recensământ)
1989: 1.669 (recensământ)
2007: 1.592 (estimare)

### Recensământul din 1930
Componența etnică a comunei Ocna (județul Cernăuți)
     Români (1,54%)
     Ruteni (90,1%)
     Evrei (6,57%)
     Polonezi (1,03%)
     Germani (0,76%)
Componența confesională a comunei Ocna
     Ortodocși (86,55%)
     Romano-catolici (2,06%)
     Mozaici (6,57%)
     Baptiști (1,37%)
     Greco-catolici (2,51%)
     Altă religie (0,94%)
Conform recensământului efectuat în 1930, populația comunei Ocna se ridica la 1.748 locuitori. Majoritatea locuitorilor erau ruteni (90,10%), cu o minoritate de români (1,54%), una de evrei (6,57%), una de polonezi (1,03%) și una de germani (0,76%). Din punct de vedere confesional, majoritatea locuitorilor erau ortodocși (86,55%), dar existau și mozaici (6,57%), romano-catolici (2,06%), baptiști (1,37%) și greco-catolici (2,51%). Alte persoane au declarat: evanghelici\luterani (1 persoană) și fără religie (15 persoane).

## Turism

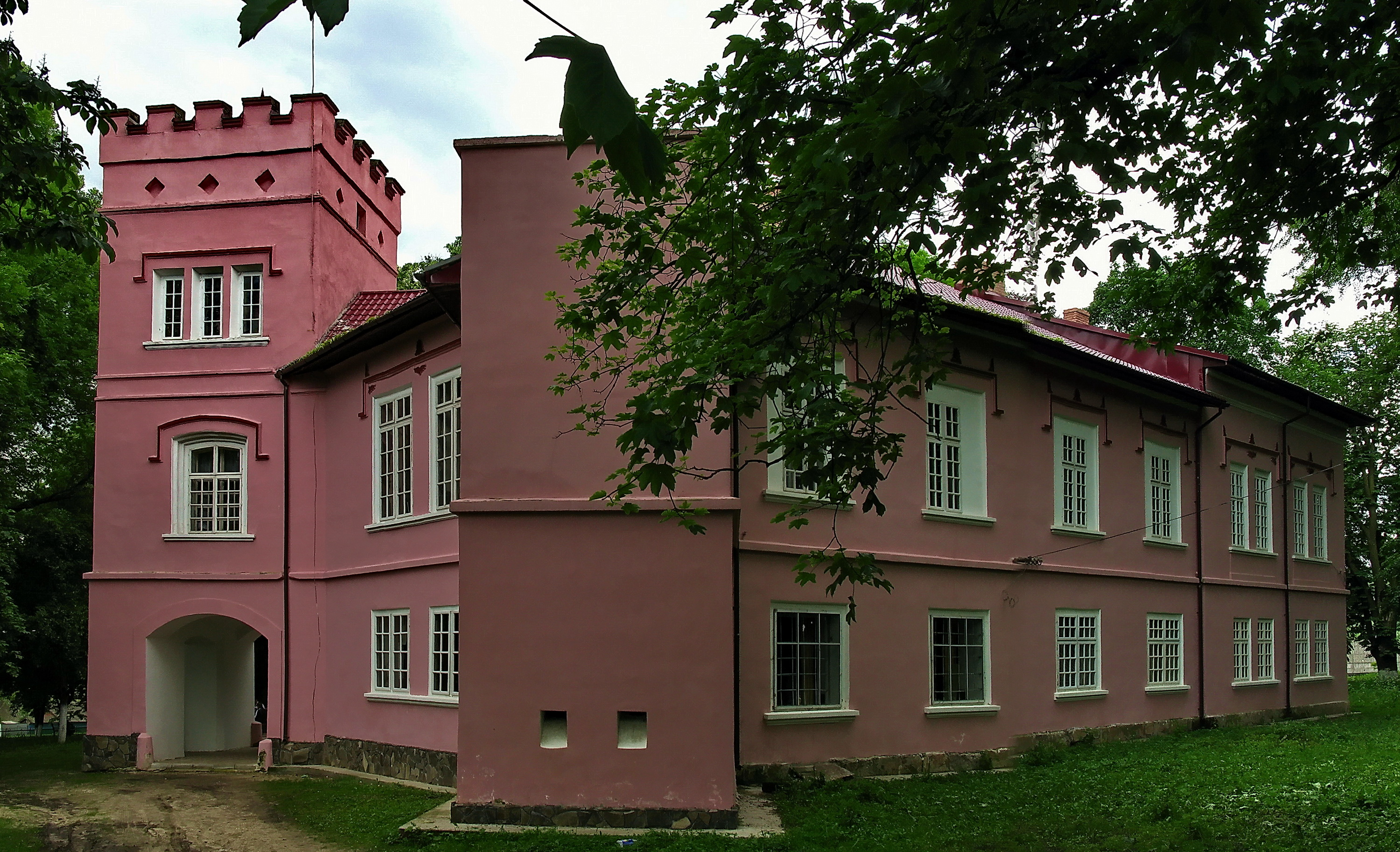
Palatul baronilor Zotta

Satul Ocna este renumit prin parcul său, fondat în anul 1860 și având o suprafață de 2,7 hectare. Aici sunt aclimatizate 28 tipuri de arbori printre care specii rare cum ar fi ginkgo biloba sau platanul. De asemenea, sunt trei stejari cu o vechime de 180-250 ani și o alee de castani. Acest parc are o importanță științifică, culturală și estetică .
Alte obiective turistice sunt:
- Palatul baronilor români Zotta (în prezent - casă de cultură) - monument arhitectonic din secolul al XIX-lea[9]
- Biserica „Sf. Ioan Gură de Aur” - construită în perioada 1824-1826 de baroneasa Catherine de Zotta-Vilburg și prințul Alexandru Cantacuzino, a fost mai întâi capelă de moșie. Aici se află părticele din moaștele Sf. Pantelimon, dăruite prințului Cantacuzino de călugării de la Muntele Athos, în semn de recunoștință pentru generozitatea sa. Credincioșii au găsit moaștele aruncate la groapa de gunoi de către bolșevici. Mormântul prințului Cantacuzino se află în biserică.[10]
- Școala veche - construită în 1902, astăzi este grădiniță.[11]